# Panorama (schilderij)

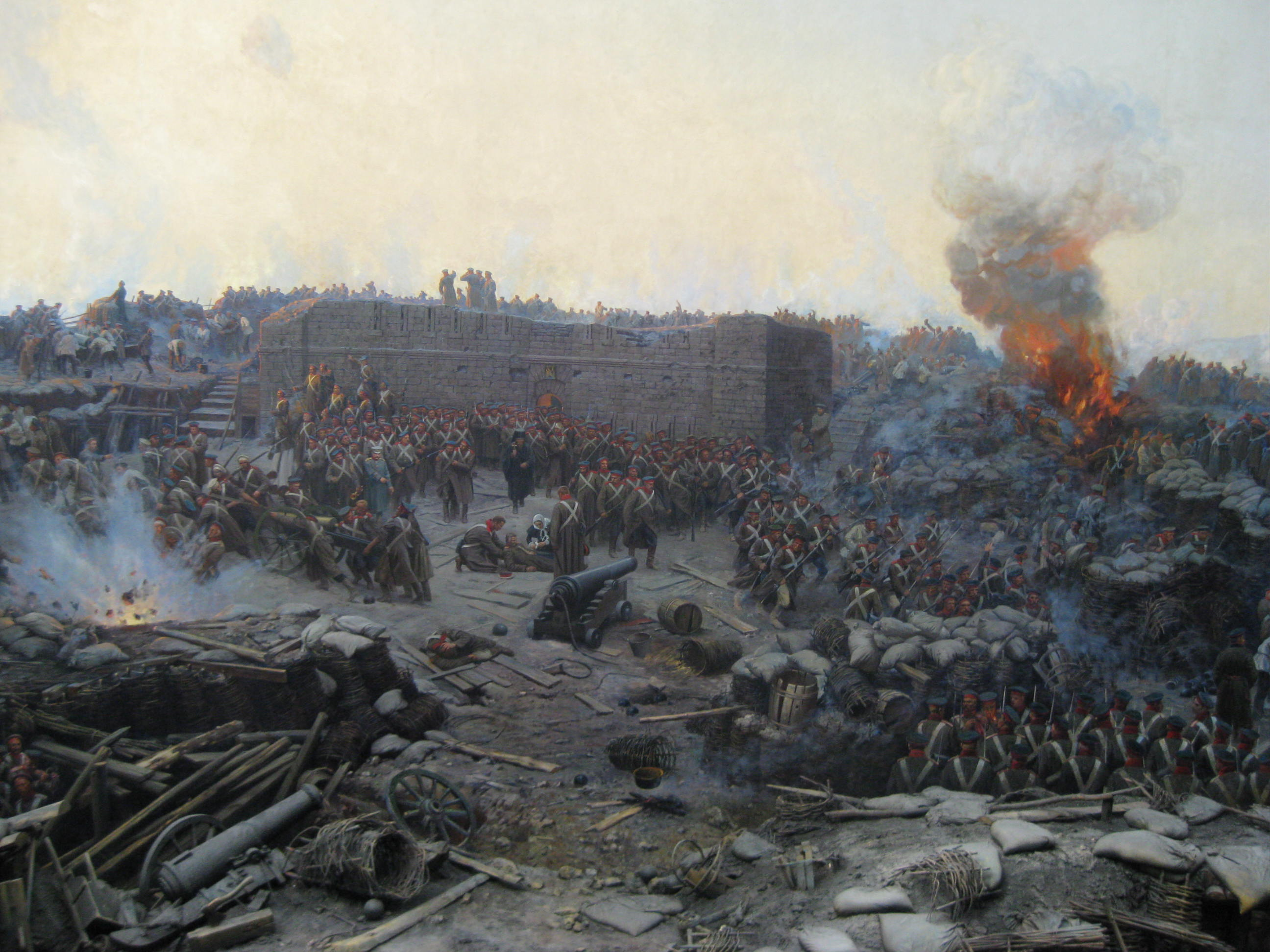
Onderdeel van het panorama van Sebastopol

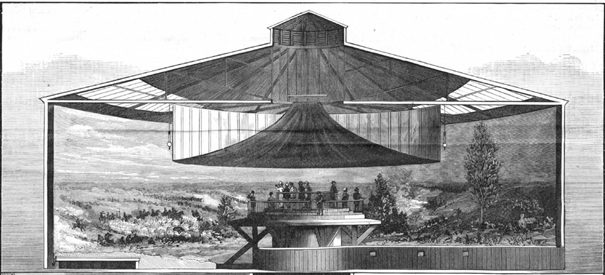
Doorsnede van het gebouw voor het Gettysburg Cyclorama (1886)

Het panorama (Grieks: παν (pan) = alles, ὁραμα (horama) = schouwspel) in de schilderkunst is een voorstelling van een landschap, zeegezicht of historisch tafereel, aangebracht op een cirkelvormig gespannen doek van ruime afmetingen. De toeschouwer bevindt zich in het midden van de voorstelling en door middel van aangepaste belichting, subtiele geluidseffecten en decoronderdelen ondergaat hij een illusie van realiteit. Panorama's waren voornamelijk populair in de negentiende eeuw. In deze perioden werden er ook specifieke gebouwen voor ontworpen.

## Geschiedenis
In het oude China werden panorama's op boekrollen geschilderd, vaak als routepanorama (bv. Langs de rivier tijdens het Qingmingfestival). Het eerst volronde panorama is Zelandiae Descriptio van Anton van den Wyngaerde (1548-49).
Panoramaschilderingen werden populair in de eerste helft van de 19e eeuw, hoewel het eerste voorbeeld ervan werd gerealiseerd rond 1790 in Edinburgh (Schotland). Robert Barker bedacht de term panorama voor zijn schilderijen van Edinburgh (1792) die hij op een cilindervormig oppervlak tentoonstelde in Londen als "The Panorama". Een jaar later, in 1793, verhuisde Barker zijn panorama's naar het eerste speciaal hiervoor ontworpen gebouw op Leicester Square in Londen: de Rodunda. Vanaf 1793 zou Barker er verschillende panorama's tentoonstellen. Met een lage toegangsprijs en hoge bezoekersaantallen maakte Barker hiermee een fortuin. Zijn schilderij Londen vanop het dak van de Albion Mills was eveneens het eerste panoramaschilderij dat (in 1795) in de Verenigde Staten werd tentoongesteld.
Het succes van Barker spoorde ook anderen aan om dergelijke panorama's te maken, hetzij rondreizend, hetzij in permanente gebouwen.
Het schilderen van een panorama stelde de schilders voor problemen met het perspectief. Om dat op te lossen werden soms glazen cilindervormige constructies gebouwd waarin de kunstenaars de omgeving als het ware ‘overtrokken’, waarna de voorstelling op grote rollen papier kon worden overgebracht.
Door hun succes trokken panoramaschilderingen in de jaren 1870 de aandacht van investeerders en speculanten. Tientallen bedrijven werden opgericht en vaak op de beurs genoteerd. De Europese markt werd voor een groot deel bediend vanuit België, door twee concurrerende groepen (de broers Victor en Louis Jourdain en de groep Duwez-Marlier). Ze kozen thema's die zouden aanslaan bij het patriottische publiek, vaak veldslagen waarin het doelland de overwinning had behaald.
Van de panorama’s die ooit vele kijkers trokken, zijn er slechts enkele bewaard gebleven, waaronder het befaamde Panorama Mesdag (1881), dat nog altijd te zien is op dezelfde plek waar het voor het eerst werd tentoongesteld in Den Haag. In België bevindt zich het Panorama van de Slag bij Waterloo, vervaardigd door Louis Dumoulin in 1912. Andere panorama’s bevinden zich in Luzern en Moskou (verbeelding van de Slag bij Borodino in 1812).
Met de komst van fotografie, film en televisie verdween het panoramaschilderij uit de belangstelling. De techniek kreeg echter nieuwe impulsen met het ontstaan van technische hulpmiddelen die het vervaardigen van panoramabeelden via panoramafotografie binnen ieders bereik brengen.

### Nederland
Een tijdelijk panorama in Amsterdam 'De slag bij Algiers' trok in 1826 bijna 54 duizend bezoekers. Met toegangsprijzen tussen de 50 cent en 1 gulden was het een lucratieve onderneming. In Amsterdam werd in 1880 het Panoramagebouw geopend aan de Plantage Middenlaan. In dezelfde periode kwam ook naar voren dat een deel van het publiek reeds bekend was met panorama's; het nieuwe was er af. Al tien jaar na opening kwam het Amsterdamse panoramagebouw in financiële moeilijkheden.
In 1881 opende aan het Haagse Bezuidenhout het Panorama Wouters met het schilderij Panorama van Caïro als eerste in Den Haag. Het was niet nieuw en had eerder dienst gedaan in Parijs en Brussel. Het Panorama Mesdag diende volgens sommigen als speculatieobject en dat in een periode dat het hoogtepunt van panorama's reeds bereikt werd. Hoewel de bezoekersaantallen tamelijk behoudend werden ingezet (30.000) ging de eerste onderneming zoals hieronder staat, reeds spoedig failliet.

## Lijst van panorama's
Onder meer:
| Jaar      | Panorama                                 | Stad                                                   | Schilder                                                     | Voorstelling                                                                                          | Info |
| --------- | ---------------------------------------- | ------------------------------------------------------ | ------------------------------------------------------------ | --- | ---- |
| 1792      | Londen vanaf het dak van de Albion Mills | Londen                                                 | Robert Barker                                                | Gezicht op Londen                                                                                     |      |
| 1804      | Panorama van Amsterdam                   | Parijs                                                 | Pierre Prévost                                               | Winters gezicht op Amsterdam                                                                          |      |
| 1812      | Panorama van Antwerpen                   | Parijs                                                 | Pierre Prévost                                               | Gezicht op de stad, de haven en de werven van Antwerpen                                               |      |
| 1814      | Thun-panorama                            | Thun                                                   | Marquard Wocher                                              | Gezicht op de stad Thun                                                                               |      |
| 1815      | Parijs-panorama                          | Londen (Leicester Square)                              | Henry Aston Barker                                           | Slag om Parijs (1814)                                                                                 |      |
| 1816      | Waterloo-panorama                        | Londen (Leicester Square)                              | Henry Aston Barker                                           | Slag bij Waterloo (1815)                                                                              |      |
| 1823      | Panorama van Constantinopel              | Parijs                                                 | Pierre Prévost                                               | |      |
| 1827      | Sint-Pieters-panorama                    | Parijs                                                 | Jean-Pierre Alaux                                            | Interieur van Sint-Pietersbasiliek                                                                    |      |
| 1829      | Sattler-panorama                         | Salzburg                                               | Johann Michael Sattler                                       | Gezicht op de stad Salzburg                                                                           |      |
| 1830      | Westminster-panorama                     | Parijs                                                 | Jean-Pierre Alaux                                            | Interieur van Westminster Abbey                                                                       |      |
| 1833      | Algiers-panorama                         | Parijs                                                 | Jean-Charles Langlois                                        | Gezicht op Algiers                                                                                    |      |
| 1835      | Borodino-panorama                        | Parijs                                                 | Jean-Charles Langlois                                        | Slag bij Borodino                                                                                     |      |
| 1839      | Moskou-panorama                          | Parijs                                                 | Jean-Charles Langlois                                        | Brand van Moskou (1812)                                                                               |      |
| 1843      | Eylau-panorama                           | Parijs                                                 | Jean-Charles Langlois                                        | Slag bij Eylau                                                                                        |      |
| 1873      | Parijs-panorama                          | Parijs                                                 | Félix en Paul Philippoteaux                                  | Beleg van Parijs (1870-1871)                                                                          |      |
| 1880      | Wörth-panorama                           | Antwerpen (ZOO)                                        | Alfred Cluysenaar                                            | Slag bij Wörth (1870)                                                                                 |      |
| 1880-81   | Waterloo-panorama                        | Brussel                                                | Charles Castellani                                           | Slag bij Waterloo (1815)                                                                              |      |
| 1880-1881 | Panorama van Caïro                       | Wenen München Den Haag (Panorama Bezuidenhout) Brussel | Émile Wauters                                                | Gezicht op de stad Caïro en omgeving                                                                  |      |
| 1881      | Panorama Mesdag                          | Den Haag                                               | Hendrik Willem Mesdag                                        | Gezicht op de Noordzee                                                                                |      |
| 1881      | Bourbaki-panorama                        | Luzern                                                 | Edouard Castres                                              | Terugtocht van gewonde en uitgehongerde soldaten na de Frans-Duitse Oorlog (1871)                     |      |
| 1882      | Waterloo-panorama                        | Antwerpen                                              | Karel Verlat en Auguste De Lathouwer                         | Slag bij Waterloo (1815)                                                                              |      |
| 1882      | Constantinopel-panorama                  | Moskou                                                 | Karel Verlat                                                 | Revue van de Russische soldaten na de sluiting van de vrede van San Stefano                           |      |
| 1883      | Sedan-panorama                           | Berlijn                                                | Anton von Werner, Eugen Bracht e.a.                          | Slag bij Sedan (1870)                                                                                 |      |
| 1883      | Rézonville-panorama                      |                                                        | Alphonse de Neuville en Édouard Detaille                     | Slag bij Mars-la-Tour (1870)                                                                          |      |
| 1883      | Champigny-panorama                       |                                                        | Alphonse de Neuville en Édouard Detaille                     | Slag bij Champigny (1870)                                                                             |      |
| 1883      | Gettysburg Cyclorama                     |                                                        | Paul Philippoteaux                                           | Slag bij Gettysburg                                                                                   |      |
| 1885      | Panorama van Duitse Koloniën             | Berlijn                                                | Louis Braun en Hans von Petersen                             | Voorstellingen van Duits-Afrika                                                                       |      |
| 1888      | Cyclorama van Jeruzalem                  | Sainte-Anne-de-Beaupré                                 | Paul Philippoteaux                                           | Jeruzalem op de dag van de kruisiging                                                                 |      |
| 1889      | Le Tout-Paris                            | Parijs                                                 | Charles Castellani                                           | |      |
| 1889      | Geschiedenis van de eeuw                 | Parijs                                                 | Alfred Stevens en Henri Gervex                               | |      |
| 1889      | Transatlantisch Panorama                 | Parijs                                                 | Théophile Poilpot                                            | Panorama in opdracht van de Compagnie générale transatlantique voor de Wereldtentoonstelling van 1889 |      |
| 1893      | Panorama van de Slag bij Murten          | Murten                                                 | Louis Braun                                                  | Slag bij Murten (1479)                                                                                |      |
| 1893      | Panorama Einsiedeln                      | Einsiedeln                                             | Karl Hubert Frosch, Joseph Krieger en William Robinson Leigh | De kruisiging van Jezus Christus                                                                      |      |
| 1894      | Panorama van Racławice                   | Wrocław (oorspronkelijk: Lviv)                         | Jan Styka e.a.                                               | Slag bij Racławice (1794)                                                                             |      |
| 1894      | Feszty-panorama                          | Ópusztaszer                                            | Árpád Feszty                                                 | Aankomst van de Hongaren (896)                                                                        |      |
| 1896      | Innsbrucker Riesenrundgemälde            | Innsbruck                                              | Michael Diemer en Franz Burger                               | Derde slag bij de Bergisel (1809)                                                                     |      |
| 1900      | Panorama van de expeditie-Marchand       | Parijs                                                 | Charles Castellani                                           | Afrika-expeditie van Jean-Baptiste Marchand                                                           |      |
| 1902-03   | Jeruzalem-panorama                       | Altötting                                              | Gebhard Fugel                                                | Jeruzalem op de dag van de kruisiging                                                                 |      |
| 1905      | Panorama van Sebastopol                  | Sebastopol                                             | Franz Roubaud                                                | Belegering van Sebastopol (1854-1855)                                                                 |      |
| 1911      | Congo-panorama                           |                                                        | Paul Mathieu en Alfred Bastien                               | |      |
| 1912      | Panorama van de Slag bij Waterloo        | Eigenbrakel                                            | Louis Dumoulin                                               | Slag bij Waterloo (1815)                                                                              |      |
| 1912      | Borodino-panorama                        | Moskou                                                 | Franz Roubaud                                                | Slag bij Borodino (1812)                                                                              |      |
| 1920-21   | Panorama van de Slag aan de IJzer        |                                                        | Alfred Bastien, Charly Léonard en Charles Swyncop            | |      |
| 1936-37   | Panorama van de Maas                     |                                                        | Alfred Bastien                                               | Slag om de Maas (1914)                                                                                |      |
| 1947      | Molenpanorama                            | Koog aan de Zaan                                       | Frans Mars                                                   | Zaanstreek rond 1800                                                                                  |      |
| 1954      | Panorama der Kempen                      | Zutendaal                                              | Charles Wellens                                              | Beeld van de Kempische heide                                                                          |      |
| 1977      | Pleven Epopee 1877                       | Pleven, Bulgarije                                      | 13 Bulgaarse en Russische artiesten                          | Beleg van Pleven tijdens de Russisch-Turkse Oorlog (1877)                                             |      |
| 1987      | Bauernkriegspanorama                     | Bad Frankenhausen/Kyffhäuser                           | Werner Tübke                                                 | Duitse Boerenoorlog (ca. 1521-1525), in het bijzonder de Slag bij Frankenhausen (1525)                |      |
| 2007      | Panorama Salland                         | Raalte (Mariënheem)                                    | Leden van de Schildersclub Mariënheem                        | Sallands Landschap                                                                                    |      |
| 2008      | Panorama Tulipland                       | Voorhout                                               | Leo van den Ende                                             | Bollenstreek                                                                                          |      |
| 2009      | Panorama 1453                            | Istanbul                                               |                                                              | Val van Constantinopel                                                                                |      |
| 2016      | Rouen 1431 (in Panorama XXL)             | Rouen                                                  | Yadegar Asisi                                                | Rouen in 1431 ten tijde van Jeanne d'Arc                                                              |      |